# Brynford
Brynford è un centro abitato del Galles, situato nella contea del Flintshire.